# Torneo de las Cinco Naciones 1985
El Torneo de las Cinco Naciones de 1985 fue la 91° edición del principal Torneo del hemisferio norte de rugby.
El campeón del torneo fue Irlanda.

## Clasificación
| Lugar | Selección  | Partidos | Partidos | Partidos  | Partidos | Puntos  | Puntos    | Puntos | Tabla de puntos |
| Lugar | Selección  | Jugados  | Ganados  | Empatados | Perdidos | A favor | En contra | dif.   | Tabla de puntos |
| ----- | ---------- | -------- | -------- | --------- | -------- | ------- | --------- | ------ | --------------- |
| 1     | Irlanda    | 4        | 3        | 1         | 0        | 67      | 49        | +18    | 7               |
| 2     | Francia    | 4        | 2        | 2         | 0        | 49      | 30        | +19    | 6               |
| 3     | Gales      | 4        | 2        | 0         | 2        | 61      | 71        | -10    | 4               |
| 4     | Inglaterra | 4        | 1        | 1         | 2        | 44      | 53        | -9     | 3               |
| 5     | Escocia    | 4        | 0        | 0         | 4        | 46      | 64        | -18    | 0               |

## Resultados
| 2 de febrero | Inglaterra | 9 - 9 | Francia | Twickenham Stadium, Londres |  |

| 2 de febrero | Escocia | 15 - 18 | Irlanda | Estadio Murrayfield, Edimburgo |  |

| 16 de febrero | Francia | 11 - 3 | Escocia | Parc des Princes, París |  |

| 2 de marzo | Escocia | 21 - 25 | Gales | Estadio Murrayfield, Edimburgo |  |

| 2 de marzo | Irlanda | 15 - 15 | Francia | Lansdowne Road, Dublín |  |

| 16 de marzo | Inglaterra | 10 - 7 | Escocia | Twickenham Stadium, Londres |  |

| 16 de marzo | Gales | 9 - 21 | Irlanda | Cardiff Arms Park, Cardiff |  |

| 30 de marzo | Irlanda | 13 - 10 | Inglaterra | Lansdowne Road, Dublín |  |

| 30 de marzo | Francia | 14 - 3 | Gales | Parc des Princes, París |  |

| 20 de abril | Gales | 24 - 15 | Inglaterra | Cardiff Arms Park, Cardiff |  |

## Premios especiales
- Triple Corona:  Irlanda
- Copa Calcuta:  Inglaterra